# Lamprosema distinctifascia
Lamprosema distinctifascia là một loài bướm đêm trong họ Crambidae.